# Arthur Penn
Arthur Penn (27. září 1922 Filadelfie, USA – 28. září 2010 New York) byl americký režisér, který natočil několik význačných filmů, například Malý velký muž, Bonnie a Clyde nebo Alice's Restaurant.
Narodil se v židovské rodině pocházející ze Zarasaie, jeho starším bratrem byl fotograf Irving Penn. Pracoval v rodinném hodinářství a za druhé světové války bojoval v bitvě v Ardenách. Po demobilizaci vystudoval Black Mountain College, začal pracovat pro televizi a od roku 1956 režíroval na Broadwayi. Roku 1958 natočil svůj první film Kolt pro leváka. Za režii hry Williama Gibsona Divotvůrkyně získal v roce 1959 cenu Tony a v roce 1962 režíroval její filmovou verzi s Anne Bancroftovou a Patty Dukeovou v hlavních rolích. Patřil k zakladatelským osobnostem hnutí nový Hollywood, třikrát byl nominován na Oscar za nejlepší režii (1962, 1967 a 1969) a za film Malý velký muž získal cenu FIPRESCI na festivalu v Moskvě. Podílel se na kolektivních dílech Viděno osmi a Lumière & spol. Pracoval také na televizních seriálech Playhouse 90, Zákon a pořádek a 100 Centre Street. Richard Schickel o Pennovi natočil životopisný dokument a Berlínský mezinárodní filmový festival mu v roce 2007 udělil čestného Zlatého medvěda.

## Filmografie
- 1958 Kolt pro leváka
- 1962 Divotvůrkyně
- 1965 Mickey One
- 1966 Štvanice
- 1967 Bonnie a Clyde
- 1969 Alicin restaurant
- 1970 Malý velký muž
- 1975 Noc postupuje
- 1976 Zastavení na Missouri
- 1981 Čtyři přátelé
- 1987 Smrtící dech zimy
- 1989 Penn & Teller Get Killed